# Claude-Joseph Azéma
Claude-Joseph Azéma (ur. 5 lipca 1943 w Vailhauquès, zm. 6 września 2021 w Montpellier) – francuski duchowny katolicki, biskup pomocniczy Montpellier w latach 2003–2018.

## Życiorys
Święcenia kapłańskie otrzymał 29 czerwca 1969 i został inkardynowany do archidiecezji Montpellier. Po pracy w Béziers i studiach w Paryżu był duszpasterzem parafialnym w Montpellier, odpowiadając jednocześnie w wydziałach kurialnych do spraw katechezy i duszpasterstwa powołań. W 1992 objął urząd wikariusza dla centralnej części miasta, zaś dwa lata później wikariusza generalnego archidiecezji.

### Episkopat
22 maja 2003 papież Jan Paweł II mianował go biskupem pomocniczym archidiecezji Montpellier, ze stolicą tytularną Murcona. Sakry biskupiej udzielił mu 31 sierpnia 2003 ówczesny arcybiskup Montpellier – Guy Thomazeau.
5 lipca 2018 papież przyjął jego rezygnację z pełnionego urzędu.